# MCHC
MCHC (eng. Mean Corpuscular Hemoglobin Concentration) predstavlja prosječnu koncentraciju hemoglobina u jednoj litri obujma eritrocita. Dio je standardne krvne slike.

## Izračun i referentni interval
MCHC se izračuna tako da se hemoglobin podijeli s hematokritom.
Referentni interval je od 320 - 345 g/l.

## Objašnjenje
MCHC je smanjen kod mikrocitne anemije, normalan kod makrocitne anemije (zbog većih eritrocita, iako je iznos hemoglobina ili MCHC-a visok, koncentracija ostaje normalna).
MCHC je povišen kod nasljedne sferocitoze, bolesti srpastih eritrocita i homozigotnog hemoglobina C.

## Vanjske poveznice
- FP Notebook  Arhivirana inačica izvorne stranice od 24. studenoga 2005. (Wayback Machine)
- Cornell
- Medline